# Heidi Obrecht
Heidi Obrecht (Lauterbrunnen, 6 maggio 1942) è un'ex sciatrice alpina svizzera.

## Biografia
Sciatrice polivalente originaria di Mürren e sorella di Theres, a sua volta sciatrice alpina, Heidi Obrecht debuttò in campo internazionale in occasione delle SDS-Rennen 1962 (Grindelwald, 9-12 gennaio), dove si classificò 47ª nello slalom gigante; ai IX Giochi olimpici invernali di Innsbruck 1964 (29 gennaio-9 febbraio), sua unica presenza olimpica ed esordio iridato, si piazzò 17ª nella discesa libera e 14ª nello slalom speciale. Nel 1966 fu 2ª nella discesa libera degli International American Championships (Stowe, 18-20 marzo) e ai successivi Mondiali di Portillo 1966 (5-14 agosto), suo congedo iridato, si classificò 13ª nella discesa libera, l'unica gara nella quale prese il via. Non debuttò in Coppa del Mondo e chiuse la carriera alla V Universiade invernale di Innsbruck 1968 vincendo la medaglia d'oro nella discesa libera.

## Palmarès

### Universiadi
- 6 medaglie[1]:
  - 2 ori (combinata a Špindlerův Mlýn 1964; discesa libera a Innsbruck 1968)
  - 1 argento (slalom gigante a Špindlerův Mlýn 1964)
  - 3 bronzi (slalom speciale a Špindlerův Mlýn 1964; discesa libera, combinata a Sestriere 1966)

### Campionati svizzeri
- 2 medaglie (dati parziali):
  - 2 ori (discesa libera nel 1965[5]; discesa libera nel 1966[6])